# Charlotta Hanowerska
Charlotta Augusta Matylda Hanowerska (ur. 29 września 1766 Buckingham Palace, zm. 5 października 1828 Pałac Ludwigsburg) – Księżniczka Królewska, królowa Wirtembergii.
Córka króla Wielkiej Brytanii Jerzego III i Charlotty Mecklenburg-Strelitz.
18 maja 1797 roku w kaplicy St. James’s Palace poślubiła księcia Fryderyka Wirtemberskiego, najstarszego syna księcia Wirtembergii Fryderyka Eugeniusza i Doroty Fryderyki Hohenzollern. Fryderyk był wcześniej żonaty z Augustą Karoliną Welf, córką księcia Brunszwiku-Wolfenbüttel Karola Wilhelma i księżniczki Augusty Charlotty Hanowerskiej (siostry króla Jerzego III). Z pierwszego małżeństwa miał czwórkę dzieci, w tym dwóch synów. Fryderyk i Charlotta mieli tylko jedną córkę, zmarłą przy narodzinach.
Siedem miesięcy po ślubie umarł ojciec Fryderyka, który tym samym został księciem Wirtembergii. W 1800 roku armia francuska zajęła księstwo, a para książęca udała się do Wiednia. Książę przekazał tereny Montbéliard Francji, w zamian otrzymując tytuł elektora. W związku z rozpadem Świętego Cesarstwa 1 stycznia 1806 otrzymał tytuł królewski, nadany przez Napoleona I. Charlotta została pierwszą królową Wirtembergii. Sojusz z Napoleonem oznaczał de facto wojnę z ojcem Charlotty, królem Jerzym III. W 1813 roku Fryderyk przystąpił do VI koalicji, dzięki pomocy szwagra księcia regenta Jerzego. Mąż Charlotty umarł w 1816 roku. Jako królowa wdowa mieszkała w pałacu Ludwigsburg, gdzie odwiedzały ją: siostry Elżbieta Hanowerska i Augusta Zofia Hanowerska, oraz bracia Edward, książę Kentu, August, książę Sussex i Adolf Hanowerski, książę Cambridge.
W 1819 roku została matką chrzestną (per procura) księżniczki Aleksandryny Wiktorii Hanowerskiej, córki księcia Edwarda Hanowerskiego i Wiktorii Sachsen-Coburg-Saalfeld; późniejszej królowej Wiktorii Hanowerskiej.
W 1827 roku udała się po raz pierwszy od czasu ślubu do Wielkiej Brytanii, gdzie przeszła operację usunięcia obrzęku.